# Liposthey
Liposthey település Franciaországban, Landes megyében. Lakosainak száma 591 fő (2022. január 1.). Liposthey Labouheyre, Pissos, Saugnacq-et-Muret, Ychoux és Lüe községekkel határos.

## Népesség
A település népességének változása:
| Lakosok száma | 163  | 251  | 302  | 387  | 495  | 511  | 534  | 556  | 566  | 591  |
|               | 1968 | 1982 | 1990 | 2006 | 2013 | 2015 | 2017 | 2019 | 2020 | 2022 |